# Pieter de Grebber

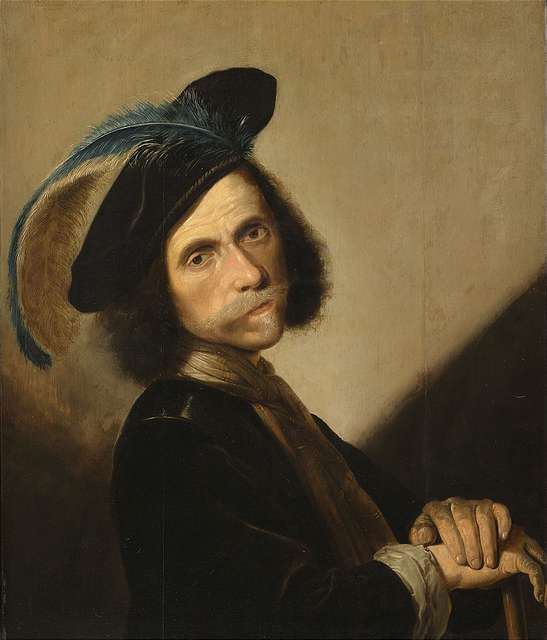
Ritratto di gentiluomo di Pieter de Grebber.

Pieter de Grebber (Haarlem, 1600 – Haarlem, 1652) è stato un pittore olandese.

## Biografia
Il suo nome completo è Pietersz Frans de Grebber Figlio di Frans de Grebber, pittore e ricamatore di Haarlem, imparò i rudimenti dell'arte dal padre e da Hendrik Goltzius, uno dei più celebri incisori olandesi. De Grebber discendeva da una famiglia cattolica di artisti: oltre al padre, due fratelli sono ricordati come pittori, e la stessa professione seguì la sorella Maria (suocera di Gabriel Metsu). Fu amico del prete e musicologo Joan Albert Ban, e compose una poesia poi messa in musica da Cornelis Padbrué.
Nel 1618 Pieter ed il padre viaggiarono ad Anversa, dove incontrarono Rubens e negoziarono con lui riguardo alla vendita del dipinto Daniele nella fossa dei Leoni; l'opera fu poi consegnata a Re Carlo I d'Inghilterra attraverso il suo ambasciatore Sir Dudley Carleton. A Pieter furono commissionate numerose opere non solo nella città natale di Haarlem, ma pure dallo Statolder Federico Enrico d'Orange. Tra i tanti lavori sono da ricordare le decorazioni compiute all'Huis Honselaarsdijk di Naaldwijk e al Palazzo Noordeinde de L'Aia. Dipinse pale d'altare per varie chiese delle Fiandre e della Repubblica, lavorando inoltre per committenti danesi.
Pieter non si sposò mai e rimase fino alla sua morte al beghinaggio di Haarlem.

## Opere
Oltre ai dipinti storici, de Grabber creò un gran numero di ritratti, e di lui sopravvivono alcuni disegni. Tra le grandi influenze di Rubens, Rembrandt ed i Caravaggisti di Utrecht, si fece riconoscere per uno stile fortemente personale; insieme a Salomon de Bray è considerato l'iniziatore e maggior esponente del "classicismo di Haarlem".
Nel 1649, de Grebber scrisse il trattato "Regole che un buon pittore e maestro di disegno dovrebbe osservare", dove spiega secondo il proprio giudizio le undici norme che i pittori avrebbero dovuto seguire nel loro lavoro. Alla base di questo scritto si ritrova l'ispirazione dello Schilderboeck di Karel van Mander.